# Zerzura
Zerzura es una ciudad mítica u oasis que por mucho tiempo se rumoreó se encontraba en el desierto al oeste del río Nilo en Egipto o Libia. 
En escritos que datan del siglo XIII, se menciona de una ciudad que es "blanca como una paloma" y la llamaban "Oasis de las pequeñas aves".
Más recientemente, exploradores europeos realizaron expediciones en el desierto en busca de Zerzura, pero nunca hubo éxito en encontrarla. Ralph Bagnold de Gran Bretaña, y Lászlo Almásy de Austria, dirigieron una expedición en la busca de Zerzura en los años de 1929-1930 utilizando camiones Ford Modelo T.
A pesar de no encontrar la ciudad en su expedición, los participantes crearon el Club Zerzura en un bar en Wadi Halfa, a su regreso en 1930. Muchos de  los miembros del club mantuvieron un lazo de amistad y varios sirvieron como oficiales en el Ejército Británico durante la Segunda Guerra Mundial en África.

## Libros, películas y videojuegos acerca de Zerzura
- The Hunt for Zerzura and World War II acerca de los miembros del Club Zerzura durante la Segunda Guerra por Saul Kelly.
- The English Patient por Michael Ondaatje que se basa periféricamente en la vida del Conde de Almasy.
- Película Zerzura.
- Zerzura: La ciudad perdida, videojuego de 2012 desarrollado por Cranberry Production y distribuido en España por FX Interactive.